# Каталітичний нейтралізатор

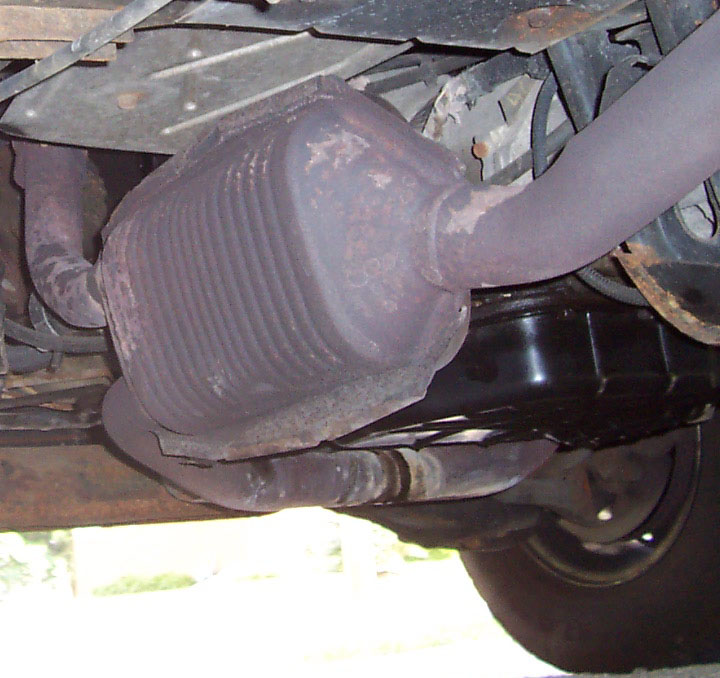
Каталітичний нейтралізатор типу TWC на автомобілі Dodge Ram Van (1996) з бензиновим двигуном

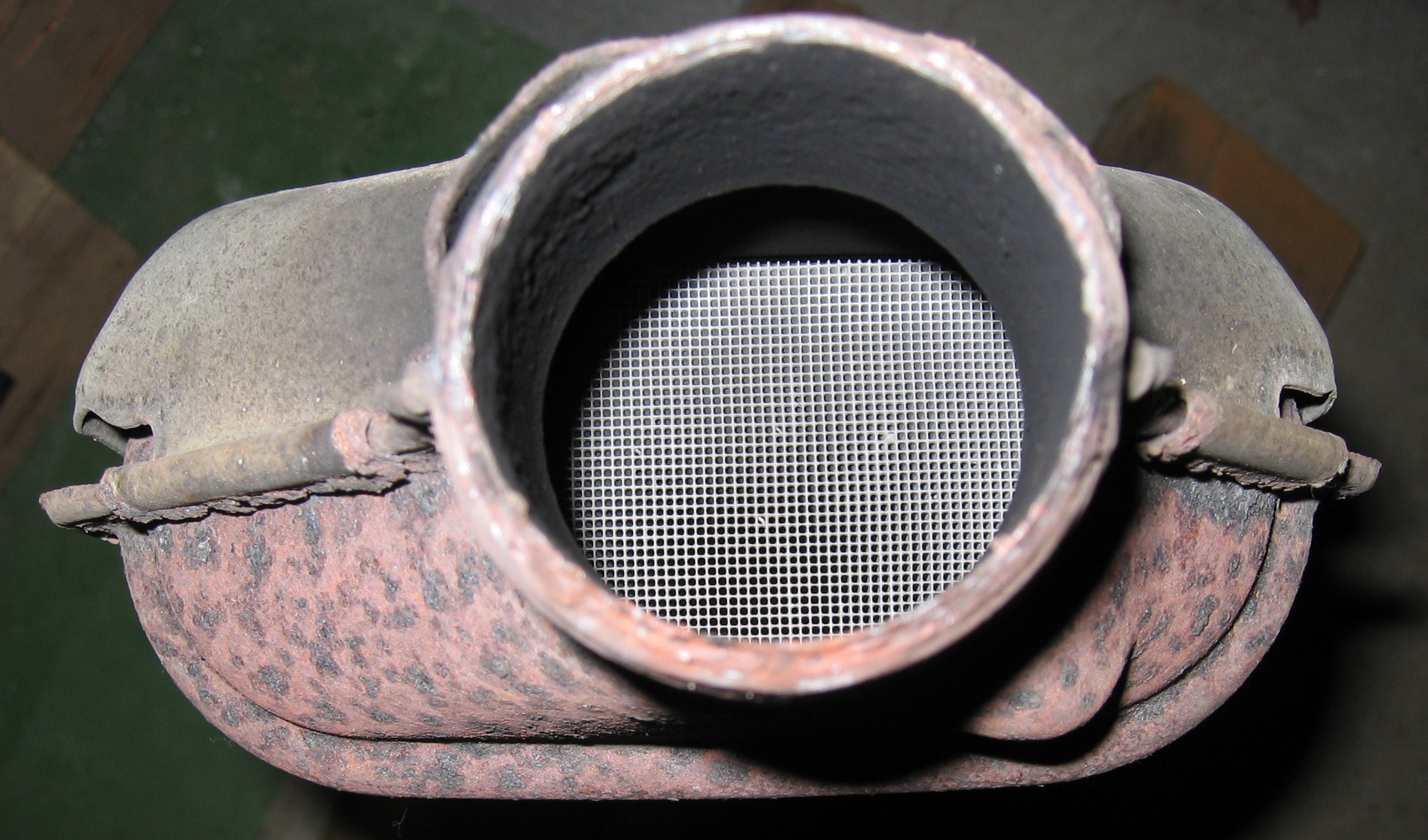
Автомобільний каталітичний нейтралізатор з керамічним стільником

Каталіти́чний нейтраліза́тор або каталіти́чний конве́ртер (англ. catalytic converter, популярна назва «автомобільний каталізатор») — апарат (каталітичний реактор) у вихлопній системі двигуна внутрішнього згоряння, що призначений для зменшення токсичності відпрацьованих газів через відновлення оксидів азоту та використання отриманого кисню для допалювання чадного газу та недогорілих вуглеводнів. Основною вимогою до успішної роботи каталітичного нейтралізатора є забезпечення стехіометричного співвідношення палива і кисню у паливо-повітряній суміші.

## Шкідливі викиди
Завданням для автомобільного каталітичного нейтралізатора є зниження у вихлопних газах частки шкідливих речовин, до яких у першу чергу належать:
- монооксид вуглецю (СО) — отруйний газ без кольору і запаху (чадний газ);
- вуглеводні (CxHy), також відомі як леткі органічні сполуки — один з головних компонентів смогу, утворюються при неповному згорянні палива;
- оксиди азоту NOx (NO та NO2) — також є компонентами, що викликають утворення смогу і кислотних дощів, негативно впливають на слизову оболонку людини[1].

## Принцип роботи
Каталітичний нейтралізатор розташований або на приймальній трубі, або одразу за нею у вихлопній системі. В каталітичних перетворювачах типу TWC (англ. three-way catalytic converters — трикомпонентний каталітичний нейтралізатор) для нейтралізації трьох видів шкідливих речовин (див. вище) міститься два різних типи каталізаторів: відновлювальний та окиснювальний. Розташовані всередині корпуса, обидва типи каталітичного нейтралізатора виконані у вигляді керамічної структури (блока-носія), покритої металевим каталізатором (зазвичай це платина або її сплав з іридієм, родій та/або паладій). Керамічна основа має щільникову структуру, яка забезпечує збільшення площі контакту вихлопних газів з поверхнею, на яку нанесено тонкий шар металу. Недогорілі залишки (CO, вуглеводні) контактуючи з поверхнею каталітичного шару, окиснюються повністю киснем, що виділяється при реакції відновлення NO а також, частково міститься у вихлопних газах. В результаті реакції виділяється тепло, що розігріває каталізатор і, тим самим, активується реакція окиснення.
Відновлювальний каталізатор забезпечує перший етап каталітичного перетворення. Тут використовується платина і родій щоб зменшити викиди NOx. Коли молекула NO чи NO2 зустрічається з молекулами каталізатора, від неї відокремлюється атом азоту, вивільняючи кисень. Атоми азоту утворюють газ азот — N2. CO може взаємодіяти з вивільненим киснем з утворенням вуглекислого газу.
{\displaystyle \mathrm {2\ NO+\ 2\ CO\longrightarrow \ N_{2}\ +2\ CO_{2}} }
Окиснювальний каталізатор забезпечує другий етап каталітичного перетворення. На ньому зменшується кількість недогорілого палива та окису вуглецю в результаті їх спалення (окиснення) з допомогою таких каталізаторів, як платина та паладій. Цей каталізатор також допомагає СО вступити у реакцію з недогорілим киснем з утворенням вуглекислого газу СO2.
{\displaystyle \mathrm {2\ CO\ +\ O_{2}\longrightarrow \ 2\ CO_{2}} }
{\displaystyle \mathrm {2\ C_{2}H_{6}\ +\ 7\ O_{2}\longrightarrow \ 4\ CO_{2}\ +6\ H_{2}O} }
Останнім (третім) етапом роботи перетворювача типу TWC є система керування, яка контролює потік вихлопних газів і використовує цю інформацію для керування системою впорскування палива. Один датчик концентрації кисню встановлений перед автомобільним каталізатором, тобто ближче до двигуна, ніж сам перетворювач. Цей датчик надає електронному блоку керування двигуном (англ. engine control module, ECM) інформацію про кількість кисню у вихлопі. Пристрій керування двигуном зменшує/збільшує вміст кисню у вихлопних газах за рахунок регулювання кількості повітря, що надходить до палива. Другий датчик встановлюється після каталітичного конвертера і забезпечує контроль ефективності його роботи. Така схема дозволяє підтримувати роботу двигуна на паливній суміші зі співвідношенням близьким до стехіометричної точки, а також контролювати кількість кисню у вихлопних газах необхідну для роботи окиснювального каталізатора.
В остаточному підсумку на виході з каталітичного нейтралізатора (справного) вихлопні гази містять в основному N2 і СО2.

## Каталізатори в дизельних двигунах
Каталітичні перетворювачі дизельних двигунів погано справляються із зменшенням викидів NOx. Одна з причин полягає у тому, що дизельні двигуни працюють у нижчому температурному режимі, ніж бензинові, а традиційні перетворювачі краще працюють при нагріванні.
Провідні розробники у автомобілебудуванні пропонують конструкцію нової вихлопної системи із впорскуванням водного розчину сечовини (карбаміду) у вихлопну трубу до того, як гази досягнуть перетворювача. При цьому проходить хімічна реакція, що зменшує кількість NOx з отриманням азоту і водяної пари, знижуючи кількість оксидів азоту у вихлопних газах більше ніж на 90 %.
На легкових автомобілях з дизельним двигуном у складі випускної системи з 2000 року як доповнення до каталітичного перетворювача застосовується сажовий фільтр. Із введенням норм «Євро-5» в січні 2011 року застосування сажового фільтру на легкових автомобілях з дизельним двигуном є обов'язковим.
Дизельний сажовий фільтр (англ. Diesel Particulare Filter, DPF, фр. Filtre a Particules, FAP або нім. RubPartikelFilter, RPF) призначений для зниження викиду часток сажі в атмосферу з відпрацьованими газами. Застосування фільтра дозволяє домогтися зниження частинок сажі у відпрацьованих газах до 99,9 %.